# Немачка подморница У-16
Подморница У-16 је била Немачка подморница типа II-Б и коришћена у Другом светском рату. Подморница је изграђена 16. маја 1936. године и служила је у 3. подморничкој флотили (1. мај 1936 — 1. август 1939) - борбени брод, и 3. подморничкој флотили (1. септембар 1939 — 25. октобар 1939) - борбени брод.

## Служба
На своје прво борбено патролирање, подморница У-16 полази из базе Вилхелмсхафен, 2. септембра 1939. године, али свега 7 дана касније упловљава у базу Кил, одакле ће 13. септембра кренути у ново патролирање. У 00:30 сати, 28. септембра 1939. године, шведски трговачки брод , био је заустављен од подморнице У-16, на око 45 наутичких миља северозападно од Ставангера. Заповедник брода прелази на палубу подморнице и извештава да он нема папире, пошто су пали преко палубе. У 04:30 сати, група за претрес брода прелази на брод, и проналази један телеграм, у коме се види да је брод требало да стигне у Ремсгеит, уместо у Антверпен. По завршеном прегледу, група за претрес брода се враћа на подморницу, а посади шведског брода је наређено да напусти брод у чамцима за спасавање. Немци пребацују заповедника са подморнице на један чамац за спасавање, а затим у 08:25 сати, потапају брод, погодивши га једним торпедом. Заповедника и остале чланове посаде, проналази и сакупља норвешки минополагач Olav Tryggvason.
Дана, 5. октобра, У-16 упловљава у базу Кил, где остаје до 18. октобра, када полази на своју следећу мисију полагања мина. Међутим, 25. октобра, подморница У-16 је у Енглеском каналу, у близини Довера, откривена и потопљена дубинским бомбама са комплетном посадом од 28 људи, од британског наоружаног рибарског брода HMS Cayton Wyke и британског патролног брода HMS Puffin. Скоро месец дана касније, 21. новембра 1939. године, француски помоћни ратни брод Ste. Claire удара у једну мину, положену 23. октобра од подморнице У-16, и тоне са комплетном посадом, на око 10 наутичких миља југоисточно од Фолкестона. Бивши власник брода M. Pannequin, налазио се на палуби, и гине, када је његов брод потопљен.

## Команданти
- Хајнц Бедун - 1. мај 1936 — 29. септембар 1937.
- Ханес Вајнгертнер - 30. септембар 1937 — 11. октобар 1939.
- Удо Беренс - 8. октобар 1939 — 17. октобар 1939.
- Хорст Велнер - 12. октобар 1939 — 25. октобар 1939.

## Бродови
| Име брода | Држава    | Тежина     | Година изградње | Датум напада        | Напомена |
|           | Шведска   | 3.378 тона | 1909.           | 28. септембар 1939. | Потопљен |
|           | Француска | 57 тона    | 1906.           | 21. новембар 1939.  | Потопљен |
| --------- | --------- | ---------- | --------------- | ------------------- | -------- |